# 밥 아크리
로버트 아크리(Robert Acri, 1918년 10월 1일 – 2013년 7월 25일)는 미국의 재즈 피아니스트이다. 아크리는 시카고의 오스틴 고등학교를 졸업했다. 오스틴 고등학교에 있는 동안 그는 데이브 개로웨이 라디오 쇼의 NBC 오케스트라에서 경력을 시작했다. 그는 루돌프 간츠와 프레드 웨잉과 함께 공부하면서 고전적으로 훈련된 피아니스트였다. 그는 또한 Dr. 카렐 지라크와 빌 루소 와 작곡을 공부했다. 경력 동안 그는 NBC와 ABC의 라디오 오케스트라와 시카고 나이트클럽인 Mister Kelly's의 하우스 밴드에서 연주했다. 그는 해리 제임스와 함께 여행했고 리나 혼, 마이크 더글라스, 엘라 피츠제럴드, 바브라 스트라이샌드, 버디 리치 및 우디 허먼과 동행했다. 그는 70대 후반에 루즈벨트 대학교에서 음악 학사 및 석사 학위를 취득했다. 그는 Continental Plaza Hotel의 Cantina Room에서 하우스 밴드의 리더로서의 경력을 마감했다.
아크리는 2001년과 2004년에 기악 트랙의 두 개의 솔로 앨범을 발표하였다. 2004년 자신의 앨범에 수록된 "Sleep Away"라는 곡은 윈도우 7 샘플 음악으로 사용되었다.

## 디스코그래피
- 2001: Timeless – 밥 아크리의 음악
- 2004: Sleep Away ( 조지 므라즈, 에드 티그펜, 루 솔로프, 프랭크 웨스및 다이앤 데린과 함께 작곡하였다.)